# 黃仲聲
黃仲聲，江西平鄉縣人，明朝政治人物、同進士出身。
洪武二十四年（1391年），登辛未科殿試三甲第一名，後事無考。